# Суркова, Ксения Игоревна
Ксе́ния И́горевна Сурко́ва (род. 14 мая 1989, Москва) — российская актриса театра и кино. Наиболее известна по роли Ани Малышевой (Терентьевой) в телесериале «Ольга».

## Биография
Родилась 14 мая 1989 года в Москве.
Занималась в Детском музыкальном театре ДоМиСолька. В 2010 году окончила ВГИК, актёрский факультет, мастерская И. Н. Ясуловича. Сотрудничает с Театром «Центр драматургии и режиссуры» А. Казанцева и М. Рощина.

## Признание и награды
- Кинофестиваль «Созвездие»: приз «Новая звезда — лучший дебют» за роль в фильме «Одна война»[1]
- Фестиваль «Амурская осень»: приз «За лучшую женскую роль» в фильме «Одна война»[2]

## Театральные работы
Дипломные спектакли:
- Марья Антоновна — Н. В. Гоголь «Э!» («Ревизор»)
- Джулия — У. Шекспир «Два веронца»
- Дорис — Ф. С. Фицджеральд «Размазня»
- Мария — Р. Шиммельпфеннинг «Под давлением 1 — 3».

## Фильмография
- 1997 — Дружок
- 2003 — За тридевять земель — Василиса
- 2009 — Одна война — Наталия
- 2009 — Сынок — Маргарита Вавилова
- 2010 — Варенька. И в горе, и в радости — Олеся
- 2010 — Дом малютки — Ольга
- 2010 — Всё к лучшему — Ася
- 2011 — Ефросинья — Софья, подруга Фроси
- 2011 — Мой папа Барышников — Екатерина
- 2011 — Пилот международных авиалиний — Светлана, одноклассница Юлии Степановой
- 2011 — Закрытая школа — Софья Гордеева
- 2011 — Профиль убийцы — Катя
- 2012 — Ефросинья. Таёжная любовь — Софья
- 2012 — Далеко от войны — Лидия
- 2012 — Инспектор Купер — Лиза, племянница Галины
- 2012 — Три дня лейтенанта Кравцова — Олеся
- 2012 — Без срока давности (21-я серия «Братская любовь») — Оксана Чумакова
- 2013 — Второе дыхание — Оксана
- 2014 — Зайцев+1 — эпизод
- 2015 — Семейный альбом — Катя
- 2016 — Кризис нежного возраста — Аня Силкина
- 2016—2023 — Ольга — Аня Малышева (Терентьева), дочь Ольги, мать Марьяны
- 2018 — Временные трудности